# رولاند وست
رولاند وست (انگلیسی: Roland West؛ ۲۰ فوریهٔ ۱۸۸۵ – ۳۱ مارس ۱۹۵۲) یک کارگردان اهل ایالات متحده آمریکا بود.